# Спринг-Крик (приток Литл-Кановы)
Спринг-Крик (англ. Spring Creek) — река в США, на западе штата Западная Виргиния. Приток реки Литл-Канова, которая в свою очередь является притоком реки Огайо. Составляет около 41 км в длину; площадь водосборного бассейна — 231 км².
Формируется в результате слияния рек Лефт-Форк (13 км) и Райт-Форк (12,6 км) близ города Спенсер на севере округа Рон. Лефт-Форк берёт начало близ населённого пункта Клауэр и течёт на северо-запад. Райт-Форк берёт начало близ населённого пункта Спид и течёт в северном направлении. Начиная с места слияния двух рек, Спринг-Крик течёт в севером направлении через северную часть округов Спенсер и Рон и через юго-восточную часть округа Уэрт. Впадает в реку Литл-Канова в 13 км к юго-востоку от Элизабет. Около 79,5 % территории бассейна реки занимают леса.